# Майлз, Ричард
Ричард Майлз (англ. Richard Miles; род. 2 января 1969, Пембури, Кент или Кент) — британский историк и археолог. Специалист по истории Рима и Карфагена, где руководил раскопками. Доктор философии (1995, Кембридж), профессор Сиднейского университета и вице-провост, член Королевского общества древностей. Прежде феллоу Тринити Холл Кембриджа. Автор ряда книг об античном мире, среди которых ‘Carthage Must Be Destroyed’ (Penguin, 2011) {Рец., , Адриана Голдсуорси} и ‘Ancient Worlds: the Search for Western Civilisation’ (Penguin, 2011). Сценарист и ведущий ряда телевизионных документальных фильмов, среди которых 'Carthage, the Roman Holocaust' (ABC), 'Ancient Worlds' (BBC) и 'Archaeology: a Secret History’ (SBS).
Окончил Ливерпульский университет (бакалавр BA в области древней истории и археологии). Степень доктора философии в области классики получил в Кембридже.
Соавтор ‘Vandals’ (2009), редактор ‘The Donatist Schism: Controversy and Contexts’. Публиковался в The Guardian.